# Dorotea di Danimarca (1520-1580)
Dorotea di Danimarca (conosciuta anche come Dorotea di Oldenburg; 10 novembre 1520 – Neumarkt in der Oberpfalz, 31 maggio 1580) era figlia del re Cristiano II di Danimarca, Norvegia e Svezia e Isabella d'Asburgo.

## Biografia
Dorotea era la figlia del re Cristiano II di Danimarca, Norvegia e Svezia, e di sua moglie, Isabella d'Asburgo, sorella dell'imperatore Carlo V. Dorotea aveva un fratello maggiore, Giovanni "Hans", nacque il 21 febbraio 1518. I suoi fratelli gemelli maggiori, Filippo Ferdinando e Massimiliano, nacquero il 4 luglio 1519, ma entrambi morirono prima della sua nascita, il secondo nel 1519 e il primo nel 1520. Sua sorella Cristina nacque due anni dopo, nel 1522, e fu la sua unica sorella a raggiungere l'età adulta. 
Il 20 gennaio 1523, i nobili infedeli costrinsero suo padre ad abdicare e offrirono il trono a suo zio, il duca Federico di Holstein. A quel tempo, la madre dette alla luce un bambino nato morto. Tre anni dopo, insieme a sua sorella e al fratello, Dorotea seguì i genitori in esilio a Veere nei Paesi Bassi, e crebbero sotto la tutela delle reggenti olandesi, Margherita d'Austria e Maria d'Ungheria. Sua madre morì quando lei aveva cinque anni, il 19 gennaio 1526. La corte olandese era ufficialmente cattolica, ma influenzato dal protestantesimo, e Dorotea si acquistò, molto presto, simpatie protestanti.

## Matrimonio
Dorotea è stata oggetto di proposte di matrimonio molto presto. Nel 1527, il cardinale Wolsey propose il duca di Richmond come pretendente per Dorotea o Cristina, ma questa proposta non fu accettata dagli Asburgo perché Richmond era illegittimo.
Suo fratello Hans morì nel 1532 a circa quattordici anni. In quanto figlia maggiore sopravvissuta di Cristiano II, Dorotea aveva diritto ai troni danese, norvegese e svedese. Per questo motivo, il re Federico di Danimarca suggerì a Dorotea di sposare il suo figlio più giovane, il principe Giovanni, dopo di che avrebbe nominato Giovanni suo erede e avrebbe lasciato il figlio maggiore e attuale erede Cristiano come erede del Ducato di Schleswig-Holstein. Questo fu respinto dall'imperatore e dalla reggente Maria perché non desideravano negoziare con Federico, che consideravano un usurpatore. La questione divenne controversa quando Federico morì nel 1533. Nel 1532 ricevette una proposta dal duca di Milano, ma l'imperatore scelse invece sua sorella per quella unione. Dorotea avrebbe dovuto sposare il re Giacomo V di Scozia, ma il piano non fu mai portato a compimento per paura di offendere il monarca francese, alleato della Scozia, aggravato dalla difficoltà di trovare una dote adatta per lei.
Il 18 maggio 1535 Dorotea sposò Federico II del Palatinato a Bruxelles, per procura, e poi di persona a Heidelberg. Federico aveva servito come fedele alleato dell'imperatore e desiderava un'unione nella casa imperiale. Tuttavia, le sue proposte alle sorelle e alle nipoti dell'imperatore erano state respinte. Per impedirgli di partecipare a un'alleanza francese, il fratello dell'imperatore gli suggerì di proporre a Dorotea, che era una pupilla dell'imperatore. Maria d'Ungheria, reggente dei Paesi Bassi e madre adottiva di Dorotea, sostenne questa unione come un modo per sostenere le pretese di Dorotea sul trono danese e quindi rafforzare l'influenza imperiale nell'Europa settentrionale. Al momento del matrimonio, la successione di Cristiano III di Danimarca fu contestata, ci fu una guerra in Danimarca e Copenaghen fu occupata dalla Lega Anseatica. La famiglia degli Asburgo scelse Federico come sua consorte, poiché credevano che avrebbe potuto rivendicare con successo il trono danese attraverso il matrimonio. Dopo l'ascesa di Cristiano III al trono danese nel 1536, tuttavia, la sua possibilità di succedere al trono danese era realisticamente esaurita. L'imperatore non era molto interessato alla questione della Danimarca.
Dorotea divenne popolare nel Palatinato. Aveva un buon rapporto con Federico e la sua famiglia. La coppia aveva caratteri simili, condividevano l'amore per l'avventura e le feste, e lei "era sempre pronta ad accompagnarlo in viaggi pericolosi, a scalare montagne o guadare fiumi, con lo stesso inestinguibile coraggio e allegria di cuore". Non ebbero figli. Nel 1537–38 ospitò sua sorella Cristina, duchessa vedova di Milano, durante il suo viaggio di ritorno nei Paesi Bassi dall'Italia. Dorotea e Federico furono descritti come grandi spendaccioni e si diceva che non fossero felici finché non avessero speso fino l'ultimo centesimo, tanto che accumularono molti debiti. 
Federico e Dorotea non rinunciarono mai alla sua pretesa al trono di Danimarca e lavorarono attivamente affinché l'imperatore lo sostenesse. Nel 1539 visitarono l'imperatore in Spagna per fare pressione sulla questione, ma senza successo. Dorotea era un'amica personale dell'imperatrice, Isabella del Portogallo, e quando Isabella morì quello stesso anno, persero un alleato nei loro tentativi di persuadere l'imperatore. La coppia visitò la corte francese sulla via del ritorno nei Paesi Bassi, dove Dorotea attirò l'attenzione del re francese a tal punto che la sua parente, la regina di Francia, Eleonora d'Austria, sarebbe rimasta sempre al suo fianco per impedirle dal diventare l'amante del re. Nel 1540, Dorotea sostenne il desiderato matrimonio amoroso di sua sorella Christina con Renato, principe d'Orange.
Nel febbraio 1540, Dorotea fu incaricata da Federico di visitare e perorare la causa di suo padre presso l'imperatore, per impedire il rinnovo della tregua tra i Paesi Bassi e Cristiano III. Il ricorso però non ebbe esito positivo. 
Nel 1544 Federico divenne elettore palatino. L'imperatore riconobbe ufficialmente Cristiano III di Danimarca lo stesso anno, ma Federico continuò a insistere sulla sua pretesa. Ha partecipato al funerale del coniuge di sua sorella, Francesco di Lorena, a Nancy. Nel Natale del 1546 Federico e Dorotea presero la comunione protestante a Heidelberg, cosa che provocò il dispiacere dell'imperatore. Per un po' Federico si schierò dalla parte dell'opposizione protestante. Tuttavia, presto si unì alla causa cattolica dell'imperatore. Successivamente, Dorotea e Federico impedirono l'introduzione della Riforma protestante. Dorotea ha tenuto simpatie luterane per tutta la sua vita. Nel 1551 Dorotea e Federico fecero una visita ufficiale in Lorena.

## Ultimi anni e morte
Nel 1556 Federico morì. Dorotea mandò a chiamare il suo successore, Otto Enrico, che introdusse la Riforma protestante, con il sostegno di Dorotea. L'ex imperatore Carlo V ordinò a suo figlio Filippo di invitare Dorotea a rimanere nei Paesi Bassi in modo che potesse diventare di nuovo cattolica, e anche Cristina tentò di convincerla a farlo, ma Dorotea rifiutò.
Rimasta vedova, visse nel castello palatino di Neuburg. C'erano considerazioni sul matrimonio con un figlio di Filippo d'Assia, o con Alberto Alcibiade, margravio di Brandeburgo-Kulmbach, ma nessuna si concretizzò. Alla morte del padre in prigione in Danimarca nel 1559, Dorotea assunse il titolo di regina di Danimarca come sua erede. Avrebbe avuto bisogno dell'aiuto della famiglia di sua madre, tuttavia, la dinastia degli Asburgo non mostrò alcun interesse ad aiutarla a salire al trono. I lealisti danesi, guidati da Peder Oxe, chiesero quindi a Cristina di persuadere Dorotea a cedere le sue pretese a Cristina e suo figlio. Nel 1561, Cristina visitò Dorotea e, secondo quanto riferito, lo fece.
Dorotea morì nel 1580 e venne seppellita nella Chiesa dello Spirito Santo di Heidelberg.

## Ascendenza
|                           |                          |                                 | Genitori                         |  |  | Nonni |  |  | Bisnonni                 |  |  | Trisnonni             |  |
|                           |                          |                                 |                                  |  |  |       |  |  | Cristiano I di Danimarca |  |  | Dietrich di Oldenburg |  |
|                           |                          |                                 |                                  |  |  |       |  |  | Cristiano I di Danimarca |  |  | Dietrich di Oldenburg |  |
|                           |                          | Edvige di Schauenburg           |                                  |  |  |       |  |  | Cristiano I di Danimarca |  |  |                       |  |
| Giovanni di Danimarca     |                          |                                 |                                  |  |  |       |  |  | Cristiano I di Danimarca |  |  |                       |  |
|                           |                          | Dorotea di Brandeburgo-Kulmbach | Giovanni l'Alchimista            |  |  |       |  |  |                          |  |  |                       |  |
|                           |                          | Dorotea di Brandeburgo-Kulmbach | Giovanni l'Alchimista            |  |  |       |  |  |                          |  |  |                       |  |
|                           |                          | Dorotea di Brandeburgo-Kulmbach | Barbara di Sassonia-Wittenberg   |  |  |       |  |  |                          |  |  |                       |  |
| Cristiano II di Danimarca |                          | Dorotea di Brandeburgo-Kulmbach |                                  |  |  |       |  |  |                          |  |  |                       |  |
|                           |                          | Ernesto di Sassonia             | Federico II di Sassonia          |  |  |       |  |  |                          |  |  |                       |  |
|                           |                          | Ernesto di Sassonia             | Federico II di Sassonia          |  |  |       |  |  |                          |  |  |                       |  |
|                           |                          | Ernesto di Sassonia             | Margherita d'Austria             |  |  |       |  |  |                          |  |  |                       |  |
| Cristina di Sassonia      |                          | Ernesto di Sassonia             |                                  |  |  |       |  |  |                          |  |  |                       |  |
|                           |                          | Elisabetta di Baviera           | Alberto III di Baviera           |  |  |       |  |  |                          |  |  |                       |  |
|                           |                          | Elisabetta di Baviera           | Alberto III di Baviera           |  |  |       |  |  |                          |  |  |                       |  |
|                           |                          | Elisabetta di Baviera           | Anna di Braunschweig-Grubenhagen |  |  |       |  |  |                          |  |  |                       |  |
| Dorotea di Danimarca      |                          | Elisabetta di Baviera           |                                  |  |  |       |  |  |                          |  |  |                       |  |
|                           | Massimiliano I d'Asburgo | Federico III d'Asburgo          |                                  |  |  |       |  |  |                          |  |  |                       |  |
|                           | Massimiliano I d'Asburgo | Federico III d'Asburgo          |                                  |  |  |       |  |  |                          |  |  |                       |  |
|                           | Massimiliano I d'Asburgo | Eleonora d'Aviz                 |                                  |  |  |       |  |  |                          |  |  |                       |  |
| Filippo I di Castiglia    | Massimiliano I d'Asburgo |                                 |                                  |  |  |       |  |  |                          |  |  |                       |  |
|                           |                          | Maria di Borgogna               | Carlo I di Borgogna              |  |  |       |  |  |                          |  |  |                       |  |
|                           |                          | Maria di Borgogna               | Carlo I di Borgogna              |  |  |       |  |  |                          |  |  |                       |  |
|                           |                          | Maria di Borgogna               | Isabella di Borbone              |  |  |       |  |  |                          |  |  |                       |  |
| Isabella d'Asburgo        |                          | Maria di Borgogna               |                                  |  |  |       |  |  |                          |  |  |                       |  |
|                           |                          | Ferdinando II d'Aragona         | Giovanni II d'Aragona            |  |  |       |  |  |                          |  |  |                       |  |
|                           |                          | Ferdinando II d'Aragona         | Giovanni II d'Aragona            |  |  |       |  |  |                          |  |  |                       |  |
|                           |                          | Ferdinando II d'Aragona         | Giovanna Enríquez                |  |  |       |  |  |                          |  |  |                       |  |
| Giovanna di Castiglia     |                          | Ferdinando II d'Aragona         |                                  |  |  |       |  |  |                          |  |  |                       |  |
|                           |                          | Isabella di Castiglia           | Giovanni II di Castiglia         |  |  |       |  |  |                          |  |  |                       |  |
|                           |                          | Isabella di Castiglia           | Giovanni II di Castiglia         |  |  |       |  |  |                          |  |  |                       |  |
|                           |                          | Isabella di Castiglia           | Isabella di Castiglia            |  |  |       |  |  |                          |  |  |                       |  |
|                           |                          | Isabella di Castiglia           |                                  |  |  |       |  |  |                          |  |  |                       |  |